# Column (Cragg)
Column est une œuvre du sculpteur britannique Tony Cragg située à Paris, en France. Créée en 2001, elle est installée dans les jardins des Tuileries ; il s'agit d'une sculpture de grès.

## Description
L'œuvre prend d'une sculpture de grès. Elle forme une colonne composée de multiples spirales inclinées de diamètres différents.

## Localisation
L'œuvre est installée en haut des contreforts, près de l'entrée du jardins des Tuileries, côté place de la Concorde, à côté de la galerie du Jeu de Paume.

## Historique
Column est une œuvre de Tony Cragg et date de 2001. Elle est installée en 2009 cette année-là dans les jardins des Tuileries.

## Artiste
Tony Cragg (né en 1949) est un sculpteur contemporain britannique.